# Ajdovščina
Ajdovščina (wymowaⓘ, wł. Aidussina, niem. Haidenschaft) – miasto w Słowenii, położone w centralnej części doliny Vipavy i w centrum gminy Ajdovščina. Według stanu na 2023 rok Ajdovščina liczyła 7037 mieszkańców i zajmowała powierzchnię 7,0 km².

## Położenie i charakterystyka miasta
Ajdovščina znajduje się u zbiegu potoków Hubelj i Lokavščko, na skrzyżowaniu Ajdovsko polje i felsowego zbocza pod Górą (Sinji vrh, 1002 m n.p.m.) Średnia wysokość miasta wynosi 106 metrów.
Centrum miasta, plac Lavrič, znajduje się pośrodku starego centrum miasta. Kościół parafialny poświęcony jest św. Janowi Chrzcicielowi i zawiera obrazy Antona Čebeja. Na północ od kościoła znajduje się szkoła Danilo Lokar Ajdovščina, szkoła średnia Veno Pilon Ajdovščina i policyjne centrum sportowe, a na południe dworzec autobusowy i kolejowy.
Po wschodniej stronie Hubelj znajduje się miasto (i parafia) Šturje, dawniej niezależna wioska, w której znajduje się kościół św. Jerzego z obrazami Matevža Langusa i Toneta Kralja. Znajduje się tu również biblioteka Lavrič Ajdovščina i dawna wieś Slejkoti. Jest to głównie obszar mieszkalny; największa gęstość zaludnienia występuje w dzielnicy Ribnik, gdzie znajduje się Szkoła Podstawowa Šturje Ajdovščina. Na lewym brzegu Hubla znajduje się obszar miejski Trnje, u jego źródeł Fužine, nieco niżej Pale, Police, Gradišče i Putrihe. Na bezpośrednich obrzeżach miasta znajdują się niezależne wioski (Grivče, Žapuže, Kožmani itp.).
Przy źródłach krasowych Hubelj znajduje się zbiornik wodny dla regionalnego zaopatrzenia w wodę. Elektrownia wodna i schronisko Ajdovščina znajdują się w pobliżu parku sportowego Pale i tutaj zaczyna się Szlak Historii Naturalnej o długości 3100 m wzdłuż potoku Hubelj. Znajduje tu się też siedziba klubu piłkarskiego Primorje Ajdovščina.
Zakłady przemysłowe znajdują się głównie w południowej części miasta (Mlinotest, Tekstina, Fructal, Incom, Bia Separations, Petrič). W środku Ajdovsko Polje przy Hubelj znajduje się oczyszczalnia ścieków przemysłowych i miejskich. Na zachodnim skraju miasta znajduje się cmentarz, stadion sportowy i lotnisko Ajdovščina. Naprzeciwko lotniska znajduje się strefa rzemieślnicza, w której mieści się siedziba Pipistrel.

## Pochodzenie nazwy
Nazwa Ajdovščina pochodzi od słowa Ajdi; legenda głosi, że kiedy Słowianie zobaczyli potężne ruiny Kastry, przypisali ich budowę gigantom o ludzkiej postaci, Ajdi.